# Naturen og eventyret
Naturen og eventyret är en norsk dokumentärfilm från 1953 i regi av Per Høst.
I filmen intervjuas Høst av Arne Hestenes där Høst berättar om sitt filmliv. Filmen består av fem delar där den första innehåller bilder från Svalbard och Grönland med fokus på djur- och växtliv. Därefter följer en längre del som skildrar djurlivet i Oslofjorden. Efter ett mellanspel där sälfångst skildras avslutas filmen med en del om Colombia, där Cunaindianerna skildras.
Filmen fotades av Finn Bergan, Erling J. Schjerven och Høst. Den producerades av Høsts eget bolag Per Høst Film AS och är delvis i svartvitt, delvis i färg. Musiken komponerades av Christian Hartmann. För ljudet svarade Jan Wikborg.
Naturen og eventyret hade premiär den 20 april 1953 i Norge. Den distribuerades av bolaget Kinografen Film.